# Gk 100
GK 100 – przyczepa kempingowa powstała w Wytwórni Sprzętu Sportowego w Górze Kalwarii. Była przeznaczona dla 2-3 osób. Był to model podobny do przyczepy Tramp-również typu namiotowego. Dzięki prostej konstrukcji można było szybko rozkładać i składać przyczepę. Masa całkowita wynosiła 260 kg. Dzięki małej wadze przyczepa mogła być ciągnięta przez samochód małolitrażowy.  